# Klape na Kruniku
Klape na Kruniku je klapski susret festivalske naravi koji se održava u Hrvatskoj, u mjestu Kučinama, koje administrativno pripada Gradu Solinu.
Održava se od 2011. godine. Organizira ga klapa Krunik.

## Sudionici i sudionice
- 2018.: Nadnevak održavanja bio je 13. srpnja u 20:30. Sudjelovale su muške klape Filip Dević iz Splita, Krunik iz Kučina, Moralci iz Otoka, Pučki pivači iz Solina, Spalatos iz Splita, Stobreč iz Stobreča te ženske klape Karmel iz Turnja, Kurjože iz Podstrane, Neverin iz Kaštel Lukšića i Tamarin iz Vranjica. Dio Solinskoga kulturnog ljeta.[3]
- 2019.: Nadnevak održavanja bio je 13. srpnja, u 21.00. Sudjelovale su Klapa Krunik Kučine, Klapa Kurjože iz Podstrane, Klapa Tamarin Vranjic, Pučki pivači Gospe od Otoka te niz klapa iz inozemstva - Klapa Astoria iz New Yorka (SAD), Klapa Croatia iz Münchena (Njemačka), Klapa Fritule iz Windsora (Kanada), Klapa Samoana iz Aucklanda (Novi Zeland), Klapa Valovi iz Buenos Airosa (Argentina) te kao posebni gosti Barbeshop Quartet i Studio 4 iz Sjedinjenih Američkih Država.[4]
- 2020.: Nadnevak održavanja bio je 10. srpnja, u 20.30. Sudjelovale su mješovita klapa Basca iz Baške vode, muška klapa Delmati iz Solina, ženska klapa Luše iz Splita, muška klapa Krunik iz Kučina, ženska klapa Kurjože iz Podstrane, muška klapa Mriža iz Splita i ženska klapa Tamarin iz Vranjica. Voditeljica programa je Edita Lučić Jelić.[1]

## Vanjske poveznice
- Klapa Krunik na Facebooku